# Bwassa
Bwassa ou Buasa ou Gbasa est une localité du Cameroun, située dans l'arrondissement de Buéa, le département du Fako et la région du Sud-Ouest.

## Population
En 1953, Bwassa avait 255 habitants. En 1968, Bwassa comptait 249 habitants, principalement des Bakweri. Lors du recensement de 2005, on a dénombré 620 personnes.